# Java (South Dakota)
Java is een plaats (town) in de Amerikaanse staat South Dakota, en valt bestuurlijk gezien onder Walworth County.

## Demografie
Bij de volkstelling in 2000 werd het aantal inwoners vastgesteld op 197.
In 2006 is het aantal inwoners door het United States Census Bureau geschat op 179, een daling van 18 (-9,1%).

## Geografie
Volgens het United States Census Bureau beslaat de plaats een oppervlakte van
1,2 km², geheel bestaande uit land. Java ligt op ongeveer 639 m boven zeeniveau.

## Plaatsen in de nabije omgeving
De onderstaande figuur toont nabijgelegen plaatsen in een straal van 32 km rond Java.